# مكتبة الراشدية العامة
مكتبة الراشدية العامة، هي أحد أهم و أشهر المكتبات العامة التي تقع في إمارة دُبي داخل الإمارات العربية المتحدة، حيث تتبع المكتبة بشكل مباشر إدارياََ لهيئة الثقافة والفنون في دُبي، حيث تم تأسيس هذه المكتبة في 20 نوفمبر عام 1989.

## نبذة عامة
تقع مكتبة الراشدية العامة في 39 الشارع 44 في منطقة الراشدية في ديرة جنوب مطار دبي الدولي، حيث تم تأسيس هذه المكتبة خصيصًا لكي تقدم خدماتها إلى سكان منطقة الراشدية والمناطق المجاورة لها، حيث تفتح أبوابها من يوم الأحد حتى الخميس بالإضافة إلى يوم السبت وذلك في تمام الساعة 8:00 صباحا حتى الساعة 8:00 مساء.
تعتبر مكتبة الراشدية العامة من أقدم وأعرق وأهم المكاتب في دُبي، حيث يصل عددها إلى ثماني مكتبات، بالإضافة إلى سبع مكتبات خاصة بالأطفال، حيث ذكرت بعض المصادر بأن تم إعادة افتتاح المكتبة في عام 2008، وذلك حدث بعدما شهدت عدداً من أعمال الصيانة والتجديدات التي أضافت مجموعة من التطويرات الجديدة ووفرت بيئة مشجعة على القراءة، ومن جانب آخر، تم زيادة عدد الرفوف وذلك من أجل استيعاب الزيادة التي حدثت في أعداد الكتب في جميع فروع المعرفة وأيضاً تزويد المكتبة بأحدث الأجهزة، حيث شملت عملية التجديد إضافات عديدة لتصاميم المكتبة من خلال وضع الزخارف الإسلامية، كما استحدث ما يعرف بالغرف الدراسية كخدمة جديدة للزائرين، بالإضافة لوجود قاعة اجتماعات تتوفر بها خدمة الانترنت.

## وصلات خارجية
- ثقافة دُبي، مكتبة الراشدية
- خرائط جوجل، الموقع الرسمي للمكتبة

## أنظر أيضاََ
- مكتبة الطوار
- هيئة دبي للثقافة والفنون
- مكتبة المنخول
- مكتبة الصفا للفنون والتصميم
- مكتبة هور العنز العامة
- مكتبات دبي العامة